# استیون هان
استیون هان (انگلیسی: Stephen Hahn؛ زادهٔ ۲۲ ژانویهٔ ۱۹۶۰) سیاست‌مدار و پزشک اهل ایالات متحده آمریکا است که از دسامبر ۲۰۱۹ در سمت کمیسر سازمان غذا و دارو ایالات متحده آمریکا انجام وظیفه می‌کند. قبل از این سمت او مدیر ارشد سرطان شناسی پرتونگاری در مرکز سرطان ام.دی. اندرسون دانشگاه تگزاس بود.